# Emperadriu Yang Zhi
Emperadriu Yang Zhi (楊芷) (259-292 EC), nom estilitzat Jilan (季蘭), malnom Nanyin (男胤), formalment Emperadriu Wudao (武悼皇后, literalment "l'emperadriu aterridora i marcial") va ser una emperadriu de la Dinastia Jin (265-420). Ella era la segona esposa de l'Emperador Wu i la cosina de la primera esposa, l'Emperadriu Yang Yan.

## Casament amb l'Emperador Wu i vida com emperadriu
No es coneix molt sobre la vida de Yang Zhi abans de casar-se amb l'Emperador Wu. Abans de morir l'Emperadriu Yang Yan en el 274, ella hi era temerosa que qualsevol es convertira abans en la pròxima emperadriu degut al suposat perjudici de la posició com a príncep hereu del seu fill amb discapacitat de desenvolupament, el Príncep Hereu Zhong i, per tant, li va demanar a l'Emperador Wu de casar-se amb la seva cosina Yang Zhi després que ella morira. L'Emperador Wu ho va acceptar, i en el 276 es va casar amb Yang Zhi i la va crear emperadriu. El seu pare, Yang Jun, es va convertir en un funcionari clau en l'administració i va acabar esdevenint una persona extremadament arrogant.
La nova Emperadriu Yang es descriu a ella mateixa com bella, virtuosa i afavorida pel seu marit (qui, això no obstant, també hi tenia més de 10.000 concubines). Ella li va donar un fill, Sima Hui (司馬恢), en el 283, però el Príncep Hui va morir en el 284. Ella no va tenir cap altre nen després. Després que l'Emperador Wu va conquerir Wu Oriental en el 280, ell es va obsessionar en gran manera amb els banquets i les dones, i va tenir deixadesa de manejar els assumptes importants de l'estat. El pare de l'Emperadriu Yang, Yang Jun, i els seus oncles, Yang Yao (楊珧) i Yang Ji (楊濟), es va convertir en aquells que prenien les decisions reals i es van fer molt poderosos.
L'Emperadriu Yang va ser crucial evitant que l'esposa del Príncep Hereu Zhong, la Princesa Hereva Jia Nanfeng, fóra deposada, ja que la Princesa Jia era gelosa i violenta. Després que diverses de les concubines del príncep hereu quedaren embarassades, la Princesa Jia les va fer matar personalment. Quan l'Emperador Wu va saber d'açò, es va emprenyar molt i va voler deposar la princesa hereva, però l'Emperadriu Yang el va persuadir de no fer-ho recordant-li les contribucions del pare de la princesa hereva, Jia Chong, a l'establiment de Jin. Ella també va reprendre a la princesa hereva per intentar frenar el seu comportament, però la princesa hereva, no sabent que l'emperadriu havia persuadit a l'emperador per no deposar-la, va servar un rancor en contra de l'emperadriu.
En el 289, l'Emperador Wu va emmalaltir greument, i el qual va pensar sobre a qui fer el regent del Príncep Hereu Zhong. Ell va considerar tant a Yang Jun com al seu oncle Sima Liang (el Príncep de Ru'nan) com els més respectats dels prínceps imperials. Com a resultat, Yang Jun va esporuguir de la posició favorable de Sima Liang i el va enviar a un post a la ciutat clau de Xuchang (許昌, avui en dia Xuchang, Henan). Diversos altres prínceps imperials també eren destinats a altres ciutats claus de l'imperi. Al voltant del 290, l'Emperador Wu va dilucidar de permetre a Yang Jun i a Sima Liang compartir la regència. Però després d'haver escrit la seva voluntat Yang Jun es va fer amb ella, promulgant en lloc altra voluntat en la qual Yang hi era nomenat regent a soles. L'Emperador Wu va morir aviat i el Príncep Hereu Zhong ascendí al tron com l'Emperador Hui; l'Emperadriu Yang va ser honrada com emperadriu vídua, i Yang Jun es va convertir en regent.

## Com emperadriu vídua
Yang Jun ràpidament es va mostrar com un autoritari i un incompetent, provocant la ira de molts altres nobles i funcionaris. Ell va tractar d'apaivagar-los proveint molts títols i honors entre ells, però açò només va portar més menyspreu per les seves accions. Ell sabia que l'Emperadriu Jia Nanfeng de l'Emperador Hui era tossuda i traïdorenca, pel que va intentar posar a eixos que li eren lleials a càrrec de totes les forces de defensa de la capital Luoyang. I també va ordenar que els edictes, abans que pogueren ser promulgats, no foren signats només per l'emperador sinó també per l'Emperadriu Vídua Yang.
L'Emperadriu Jia, això no obstant, volia participar en els assumptes de govern, i estava enutjada per ésser constantment desdenyada per l'Emperadriu Vídua Yang i Yang Jun. Per tant, va conspirar amb l'eunuc Dong Meng (董猛) i els generals Meng Guan (孟觀) i Li Zhao (李肇) en contra dels Yang. Ella va tractar d'incloure a Sima Liang dins de la conspiració, però Sima Liang en va refusar-hi; en compte d'això, ella va convèncer el seu cunyat, Sima Wei (el Príncep Chu), d'unir-se al complot. En el 291, després que Sima Wei retornà amb les seves tropes a Luoyang procedent del seu post de defensa (Província de Jing (荊州, l'actual Hubei i Hunan)), un colp d'estat hi era ja en progrés.
L'Emperadriu Jia, que hi tenia al seu marit fàcilment sota el seu control, el va fer emetre un edicte declarant que Yang Jun havia comès delictes i que havia de ser revocat dels seus càrrecs. Aquest edicte també ordenava a Sima Wei i Sima Yao (司馬繇, el Duc de Dong'an) d'atacar a les forces de Yang i defensar-se contra els contraatacs. Ràpidament, es va posar de manifest que Yang estava en problemes. L'Emperadriu Vídua Yang, atrapada en el palau, va escriure un edicte ordenant assistència per a Yang Jun i el va posar en diverses fletxes, disparant-lo fora del palau. L'Emperadriu Jia llavors va fer un descarat pronunciament oficial dient que l'Emperadriu Vídua Yang estava cometent traïció. Yang Jun va ser ràpidament derrotat, i el seu clan va ser massacrat. Només la seva esposa, la Dama Pang, la mare de l'emperadriu vídua, va ser indultada i se li permeté viure amb l'emperadriu vídua. Així i tot, l'Emperadriu Jia va continuar estant ressentida, i prompte va deposar l'Emperadriu Vídua Yang de la seva posició i la va fer una plebea, i llavors va fer ajusticiar a la Dama Pang, malgrat les súpliques humils de l'emperadriu vídua, que va estar posada sota arrest domiciliari al palau. Inicialment, als seus servents més propers se'ls va permetre romandre per servir-la, però en eln 292, l'Emperadriu Jia els va fer traslladar-se a un altre lloc. Desesperada, l'Emperadriu Vídua de Yang es va negar a menjar i va morir després de vuit dies de vaga de fam.
L'Emperadriu Yang va ser soterrada d'una manera gens digna per una emperadriu. La supersticiosa Emperadriu Jia va pensar que ella després de la seva mort li podria fer acusacions a l'esperit de l'Emperador Wu, així que la va fer soterrar bocaterrosa i amb diversos amulets i herbes màgiques que tenien la intenció de contenir el seu esperit. No va ser fins al 307, molt temps després de la derrota i mort de la mateixa Emperadriu Jia, que li va ser restaurat el seu títol d'emperadriu; sent enterrada novament, aquesta vegada amb honors imperials. Se li va assignar un temple on ser adorada, però no era adorada en el temple del seu marit l'Emperador Wu. En el 341, durant el regnat de l'Emperador Cheng, el seu culte es va fusionar amb el del temple de l'Emperador Wu.
Plantilla:S-roy
| Precedit per: Emperadriu Yang Yan            | Emperadriu de la Dinastia Jin (265-420) 276–290       | Succeït per: Emperadriu Jia Nanfeng |
| Precedit per: Emperadriu Yang Yan            | Emperadriu de la Xina (Nord/Central/Sud-oest) 276–290 | Succeït per: Emperadriu Jia Nanfeng |
| Precedit per: Emperadriu Teng de Wu Oriental | Emperadriu de la Xina (Sud-est) 280–290               | Succeït per: Emperadriu Jia Nanfeng |